# Божевці
Бо́жевці (болг. Божевци) — село в Сливенській області Болгарії. Входить до складу общини Сливен.

## Населення
За даними перепису населення 2011 року у селі проживали 240 осіб.
Національний склад населення села:
| Національність   | Кількість осіб | Відсоток |
| ---------------- | -------------- | -------- |
| болгари          | 211            | 90,2 %   |
| турки            | 22             | 9,4 %    |
| цигани           | 0              | 0 %      |
| Всього відповіли | 234            |          |

Розподіл населення за віком у 2011 році:
Динаміка населення: